# Maint Berkenbosch
Maint Berkenbosch (Oldeberkoop, Ooststellingwerf, 17 d'abril de 1977) va ser un ciclista neerlandès que fou professionalment des del 2003 fins al 2009.

## Palmarès
- 2003
  - 1r al Gran Premi Demy-Cars
- 2005
  - 1r al Roine-Alps Isera Tour
  - 1r al Gran Premi de Beuvry-la-Forêt
  - 1r al Gran Premi Demy-Cars
- 2010
  - Vencedor d'una etapa a la Tour de Martinica